# پاده (کهگیلویه)
پاده (سرفاریاب)، روستایی از توابع بخش سرفاریاب شهرستان چرام در استان کهگیلویه و بویراحمد ایران است که در فاصله ۷کیلومتری ازشهر سرفاریاب قرار گرفته است.

## جمعیت
این روستا در بخش سرفاریاب قرار دارد و براساس سرشماری مرکز آمار ایران در سال ۱۳۸۵، جمعیت آن ۲۸۰ نفر (۵۳خانوار) بوده‌است.